# Selenyphantes
Genre
Selenyphantes est un genre d'araignées aranéomorphes de la famille des Linyphiidae.

## Distribution
Les espèces de ce genre se rencontrent au Mexique, au Guatemala et au Costa Rica.

## Liste des espèces
Selon World Spider Catalog (version 22.5, 18/07/2021) :
- Selenyphantes costaricensis Silva-Moreira & Hormiga, 2021
- Selenyphantes gaimani Silva-Moreira & Hormiga, 2021
- Selenyphantes iztactepetl Silva-Moreira & Hormiga, 2021
- Selenyphantes longispinosus (O. Pickard-Cambridge, 1896)
- Selenyphantes orizabae Silva-Moreira & Hormiga, 2021
- Selenyphantes volcanicus Silva-Moreira & Hormiga, 2021

## Publication originale
- Gertsch & Davis, 1946 : « Report on a collection of spiders from Mexico. V. » American Museum novitates, no 1313, p. 1-11 (texte intégral).